# Ridgewell (Kuifje)
Ridgewell is een Britse ontdekkingsreiziger uit De avonturen van Kuifje van de Belgische tekenaar Hergé (1907-1983). Hij speelt een bijrol in Het gebroken oor en Kuifje en de Picaro's. Ridgewell woont bij de Arumbaya-indianen in San Theodoros en was een vermist persoon voordat Kuifje hem tegenkwam. Hij houdt van golf.
De figuur Ridgewell is gebaseerd op de Britse ontdekkingsreiziger Percy Fawcett, die in 1925 in het Zuid-Amerikaanse regenwoud op mysterieuze wijze verdween. 